# Robert al II-lea al Scoției
Robert al II-lea (n. 2 martie 1316, Paisley Abbey⁠(d), Scoția, Regatul Unit – d. 19 aprilie 1390, Dundonald Castle⁠(d), Regatul Scoției) a domnit ca Rege al Scoției din 1371 până la decesul său, fiind primul monarh al Casei Stuart. El a fost fiul lui Walter Stuart și Marjorie Bruce, fiică a regelui scoțian Robert Bruce cu prima sa soție, Isabella de Mar.
Edward Bruce, fratele mai mic al lui Robert Bruce, a fost numit moștenitor prezumtiv, dar a murit fără moștenitori pe 3 decembrie 1318. Marjorie a murit probabil în 1317 într-un accident de călărie și parlamentul l-a decretat pe fiul ei, Robert Stuart, drept moștenitor prezumtiv, dar această numire a încetat pe 5 martie 1324 la nașterea unui fiu, David, al regelui Robert și celei de-a doua lui soții, Elisabeta de Burgh. Robert Stuart a devenit Mare Prefect al Scoției la moartea tatălui său, pe 9 aprilie 1326, și, în același an, parlamentul l-a confirmat pe tânăr drept moștenitor în cazul în care Prințul David moare fără succesor. În 1329, regele Robert a murit, iar David, în vârstă de șase de ani, i-a succedat la tron sub tutela lui Thomas Randolph, Conte de Moray.
Edward Balliol, fiul regelui John Balliol, ajutat de englezi și de nobilii scoțieni care fuseseră dezmoșteniți de către Robert I, a invadat Scoția și a înfrânt armata lui Bruce pe 11 noiembrie 1332 la Dupplin Moor și la Halidon Hill pe 19 iulie 1333. Robert, care a luptat la Halidon, s-a refugiat alături de unchiul său, regele David,  în Castelul Dumbarton. David a fugit în Franța în 1334 și parlamentul, încă funcțional, îi numește pe Robert și pe John Randolph, al 3-lea Conte de Moray drept gardieni ai regatului. Randolph a fost capturat de englezi în iulie 1335 și în același an Robert a îngenuncheat în fața lui Balliol, punând capăt astfel rolului de gardian. Funcția a fost reinstaurată în 1338 și Robert deținut-o până când David s-a întors din Franța în iunie 1341. Ostilitățile au continuat și Robert a luptat alături de David la Neville's Cross pe 17 noiembrie 1346. Robert ori a evadat, ori a fugit de pe terenul de luptă, dar David a fost capturat și a rămas un prizonier până când a fost răscumpărat în luna octombrie 1357.
Robert s-a căsătorit cu Elizabeth Mure în jurul anului 1348, recunoscându-i astfel pe cei patru fii și cele cinci fiice. Din căsătoria lui ulterioară cu Euphemia de Ross în 1355 s-au născut încă doi fii și două fiice. Robert s-a răzvrătit împotriva regelui în 1363, dar a renunțat în urma amenințării cu pierderea dreptului său la succesiune. David a murit în 1371 și Robert i-a succedat la vârsta de 55 de ani. La granița de sud, atacurile în zonele ocupate de englezi au continuat și, în 1384, scoțienii au recâștigat controlul asupra celor mai multe teritorii ocupate. Robert s-a asigurat că Scoția a fost inclusă în armistițiul anglo-francez din 1384 și a fost un factor important în lovitura de stat din noiembrie, când a pierdut controlul țării, mai întâi în favoarea fiului său cel mare, John, și apoi în 1388 în favoarea fratelui mai mic al lui John, Robert. Regele Robert a murit în Castelul Dundonald în 1390 și a fost înmormântat la Scone Abbey.

## Moștenitor prezumtiv
Robert Stuart, născut în 1316, a fost singurul copil al lui Walter Stuart, Mare Prefect al Scoției, și al fiicei Regelui Robert I, Marjorie Bruce, care a murit probabil în 1317 urma unui accident de călărie. El a fost educat ca un nobil galez pe prorietățile Stuart în Bute, Clydeside și în Renfrew. În 1315, parlamentul a eliminat-o pe Marjorie din lista de succesiune a tatălui săi în favoarea unchiul ei, Edward Bruce. Edward a fost ucis în Bătălia de la Faughart, în apropiere de Dundalk, pe 14 octombrie 1318, ceea ce a dus la organizarea în grabă a unui Parlament în decembrie, care a decis numirea fiului lui Marjorie, Robert, în calitate de moștenitor dacă regele moare fără un succesor. Nașterea fiului regelui Robert, cel care va deveni David al II-lea, pe 5 martie 1324, a anulat poziția lui Robert Stuart ca moștenitor prezumtiv, dar o ședință a Parlamentului la Cambuskenneth în iulie 1326 l-a reașezat în linia de succesiune sub condiția decesului fără moștenitori a lui David. Această numire a fost însoțită de un dar de terenuri în Argyll, Roxburghshire și Lothians.

## Regele Scoțienilor

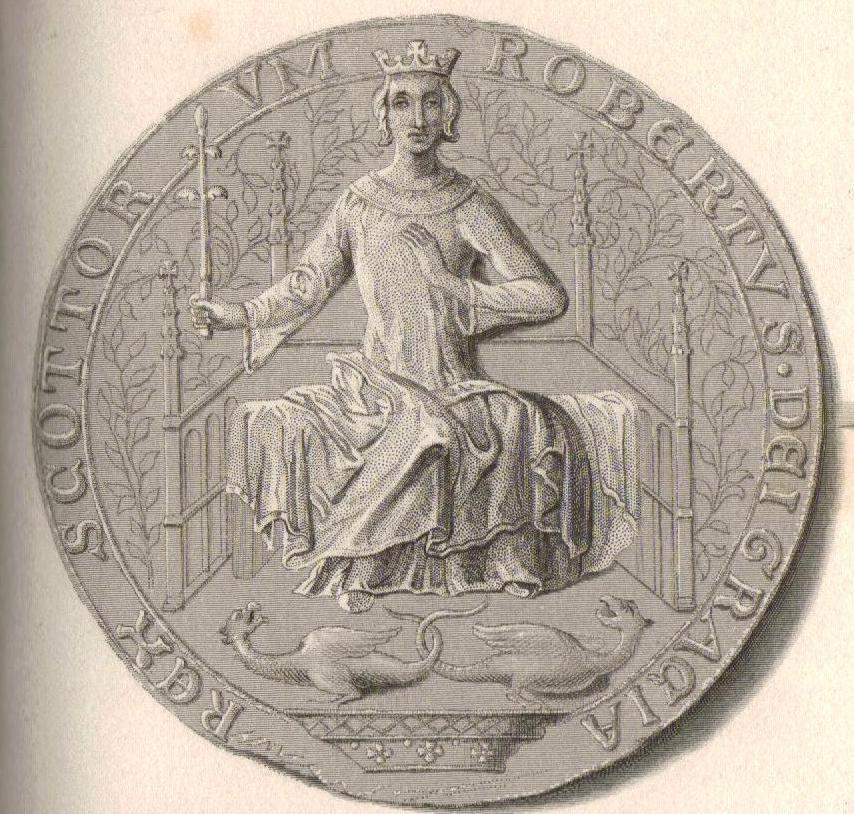
Robert al II-lea înfățișat pe marele sigiliu

David a fost înmormântat la Holyrood Abbey aproape imediat, dar un protest armat al lui William, Conte de Douglas a întârziat încoronarea lui Robert al II-lea până pe 26 martie 1371. Motivele pentru acest incident rămân neclare, dar ar putea fi fost cauzat de un conflict cu privire la dreptul de succesiune al lui Robert sau îndreptat împotriva lui George Dunbar, Conte de March (cunoscut și sub numele de Conte de Dunbar) și Robert Erskine. Problema a fost rezolvată prin căsătoria fiicei lui Robert, Isabella, cu fiul lui Douglas, James, și cu Douglas înlocuindu-l pe Erskine în funcția sa. Încoronarea lui Robert a avut efecte și asupra altor funcții din perioada lui David al II-lea. În special, fratele lui George Dunbar, John Dunbar, Lord de Fife, a pierdut controlul asupra Fife, iar Sir Robert Erskine, fiul lui Sir Thomas Erskine, a pierdut controlul Castelului Edinburgh.

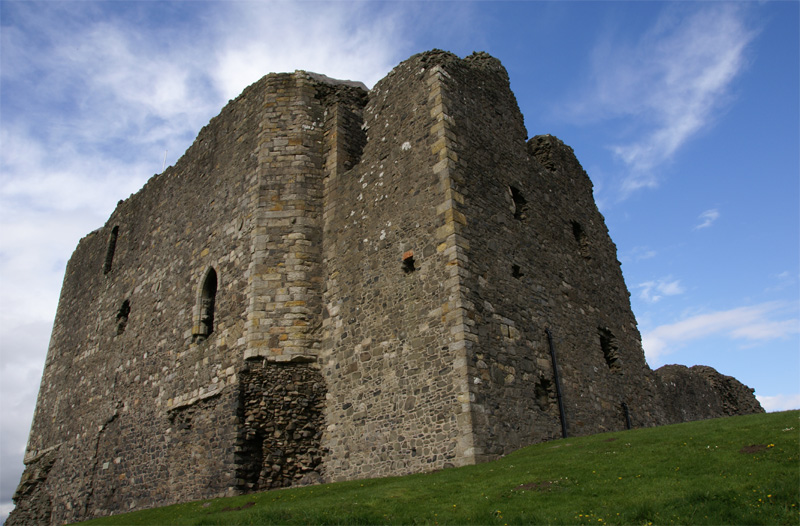
Castelul Dundonald, unde Robert al II-lea a murit în 1390

## Căsătorii și copii
În 1336, s-a căsătorit pentru prima dată cu Elizabeth Mure (decedată în 1355), fiica lui Sir Adam Mure de Rowallan. Căsătoria a fost criticată pentru faptul că era necanonică, așa că cei doi s-au recăsătorit în 1349 după ce primirea unei dispense papale în 1347.
Din această uniune, zece copii au ajuns la maturitate:
- John (decedat 1406), care a devenit Rege al Scoției ca Robert al III-lea, căsătorit Anabella Drummond.
- Walter (decedat 1363), căsătorit cu Isabella MacDuff, Contesă de Fife.
- Robert, Conte de Fife și din 1398 Duce de Albany (decedat 1420), căsătorit în 1361 cu Margaret Graham, Contesă de Menteith, și în 1381 cu a doua lui soție , Muriella Keith (decedată 1449).
- Alexander Stuart, Conte de Buchan (decedat 1405), poreclit „Lupul de Badenoch”, căsătorit în 1382 cu Euphemia de Ross.
- Margaret, căsătorită cu John Islay, Lord of the Isles.
- Marjorie, căsătorită cu John Dunbar, Conte de Moray, iar ulterior cu Sir Alexander Keith.
- Elizabeth s-a căsătorit cu Thomas de la Hay.
- Isabella (decedată 1410), căsătorită cu James Douglas, al 2-lea Conte de Douglas (decedat 1388), apoi în 1389 cu John Edmonstone of that Ilk.
- Johanna (Jean), căsătorită cu Sir John Keith (decedat 1375), apoi John Lyon, Lord Glamis (decedat 1383), apoi Sir James Sandilands.
- Katherine, căsătorită cu Sir Robert Logan de Grugar și Restalrig, Lordul Mare Amiral al Scoției.

În 1355, Robert s-a căsătorit a doua lui soție, Euphemia de Ross (decedată 1387), fiica lui Hugh, Conte de Ross. Au avut patru copii:
- David Stuart, Conte de Strathearn, născut în 1356 și decedat în 1389.
- Walter Stuart, Conte de Atholl, născut în 1360, decapitat la Edinburgh în 1437 pentru implicarea sa în asasinarea regelui Iacob I.
- Elizabeth, care s-a căsătorit în 1380 cu David Lindsay, Primul Conte de Crawford.
- Egidia, care s-a căsătorit în 1387 cu William Douglas de Nithsdale.

Regele Robert al II-lea a avut și mulți copii nelegitimi cu mai multe amante, inclusiv patru fii cu preferata lui, Mariota Cardeny, fiica lui Sir Cardeny și văduva lui Alexander Mac Naugthon:
- Alexander Stuart, de Inverlunan
- Sir John Stuart, de Cardeny
- James Stuart, de Abernethy și Kinfauna
- Walter Stuart

Cu Moira Leitch (conform legendelor):
- Sir John Stewart, Șerif de Bute (1360 – d.1445/9), strămoș al Marchizilor de Bute[14][15]

Alți copii născuți de femei necunoscute:
- John Stuart, Lord de Burley (ucis în 1425)
- Sir John Stuart de Cairdney
- Alexander Stuart, canon de Glasgow
- Sir Alexander Stuart de Inverlunan
- Thomas Stuart, Arhidiaconul din St Andrews, Decan al Dunkeld
- James Stuart de Kinfauns
- Walter Stuart
- Maria sau Mary Stuart, soția lui Sir John de Danielstoun și mama lui Sir Robert de Danielstoun of that Ilk (strămoș al Cunningham de Kilmaurs și Maxwell de Calderwood)[16]

## Arbore genealogic
|  |                                                       |  |  |  |  |  |  |  |  |  |  |  |  |  |  |  |
|  | 8. Alexander Stuart, al 4-lea Mare Prefect al Scoției |  |  |  |  |  |  |  |  |  |  |  |  |  |  |  |
|  |                                                       |  |  |  |  |  |  |  |  |  |  |  |  |  |  |  |
|  |                                                       |  |  |  |  |  |  |  |  |  |  |  |  |  |  |  |
|  | 4. James Stuart, al 5-lea Mare Prefect al Scoției     |  |  |  |  |  |  |  |  |  |  |  |  |  |  |  |
|  |                                                       |  |  |  |  |  |  |  |  |  |  |  |  |  |  |  |
|  |                                                       |  |  |  |  |  |  |  |  |  |  |  |  |  |  |  |
|  | 9. Jean de Bute (apocrif)                             |  |  |  |  |  |  |  |  |  |  |  |  |  |  |  |
|  |                                                       |  |  |  |  |  |  |  |  |  |  |  |  |  |  |  |
|  |                                                       |  |  |  |  |  |  |  |  |  |  |  |  |  |  |  |
|  | 2. Walter Stuart, al 6-lea Mare Prefect al Scoției    |  |  |  |  |  |  |  |  |  |  |  |  |  |  |  |
|  |                                                       |  |  |  |  |  |  |  |  |  |  |  |  |  |  |  |
|  |                                                       |  |  |  |  |  |  |  |  |  |  |  |  |  |  |  |
|  | 10. Walter de Burgh, Primul Conte de Ulster           |  |  |  |  |  |  |  |  |  |  |  |  |  |  |  |
|  |                                                       |  |  |  |  |  |  |  |  |  |  |  |  |  |  |  |
|  |                                                       |  |  |  |  |  |  |  |  |  |  |  |  |  |  |  |
|  | 5. Egidia de Burgh                                    |  |  |  |  |  |  |  |  |  |  |  |  |  |  |  |
|  |                                                       |  |  |  |  |  |  |  |  |  |  |  |  |  |  |  |
|  |                                                       |  |  |  |  |  |  |  |  |  |  |  |  |  |  |  |
|  | 11. Aveline FitzJohn                                  |  |  |  |  |  |  |  |  |  |  |  |  |  |  |  |
|  |                                                       |  |  |  |  |  |  |  |  |  |  |  |  |  |  |  |
|  |                                                       |  |  |  |  |  |  |  |  |  |  |  |  |  |  |  |
|  | 1. Robert al II-lea al Scoției                        |  |  |  |  |  |  |  |  |  |  |  |  |  |  |  |
|  |                                                       |  |  |  |  |  |  |  |  |  |  |  |  |  |  |  |
|  |                                                       |  |  |  |  |  |  |  |  |  |  |  |  |  |  |  |
|  | 12. Robert de Brus, al 6-lea Lord de Annandale        |  |  |  |  |  |  |  |  |  |  |  |  |  |  |  |
|  |                                                       |  |  |  |  |  |  |  |  |  |  |  |  |  |  |  |
|  |                                                       |  |  |  |  |  |  |  |  |  |  |  |  |  |  |  |
|  | 6. Robert I al Scoției                                |  |  |  |  |  |  |  |  |  |  |  |  |  |  |  |
|  |                                                       |  |  |  |  |  |  |  |  |  |  |  |  |  |  |  |
|  |                                                       |  |  |  |  |  |  |  |  |  |  |  |  |  |  |  |
|  | 13. Marjorie de Carrick                               |  |  |  |  |  |  |  |  |  |  |  |  |  |  |  |
|  |                                                       |  |  |  |  |  |  |  |  |  |  |  |  |  |  |  |
|  |                                                       |  |  |  |  |  |  |  |  |  |  |  |  |  |  |  |
|  | 3. Marjorie Bruce                                     |  |  |  |  |  |  |  |  |  |  |  |  |  |  |  |
|  |                                                       |  |  |  |  |  |  |  |  |  |  |  |  |  |  |  |
|  |                                                       |  |  |  |  |  |  |  |  |  |  |  |  |  |  |  |
|  | 14. Domhnall I, Conte de Mar                          |  |  |  |  |  |  |  |  |  |  |  |  |  |  |  |
|  |                                                       |  |  |  |  |  |  |  |  |  |  |  |  |  |  |  |
|  |                                                       |  |  |  |  |  |  |  |  |  |  |  |  |  |  |  |
|  | 7. Isabella de Mar                                    |  |  |  |  |  |  |  |  |  |  |  |  |  |  |  |
|  |                                                       |  |  |  |  |  |  |  |  |  |  |  |  |  |  |  |
|  |                                                       |  |  |  |  |  |  |  |  |  |  |  |  |  |  |  |
|  | 15. Elen ferch Llywelyn                               |  |  |  |  |  |  |  |  |  |  |  |  |  |  |  |
|  |                                                       |  |  |  |  |  |  |  |  |  |  |  |  |  |  |  |
|  |                                                       |  |  |  |  |  |  |  |  |  |  |  |  |  |  |  |